# Thomas Buergenthal
Thomas Buergenthal (Ľubochňa, 11 mei 1934 – Miami (Florida), 29 mei 2023) was een Amerikaans jurist, geboren in de Eerste Tsjecho-Slowaakse Republiek. Hij was de Amerikaanse rechter van het Internationaal Gerechtshof te Den Haag, totdat hij op 6 september 2010 afstand deed van deze functie. 

## Leven en werk
Hij was van Joodse afkomst. Zijn vader kwam uit het Centraal-Europese Galicië en had de Poolse nationaliteit. In Ľubochňa hadden zijn ouders een hotel. In de Tweede Wereldoorlog kwam het gezin in Polen terecht. Buergenthal verbleef als kind onder meer in de concentratiekampen Auschwitz en Sachsenhausen. In 1951 verhuisde hij naar de Verenigde Staten.
Hij studeerde aan het Bethany College in Bethany (West Virginia), aan de New York University en ten slotte aan Harvard, waar hij zijn doctorsgraad in de rechten behaalde. Verder was hij hoogleraar aan de George Washington University Law School en bekleedde hij verscheidene aan de Verenigde Naties verbonden functies. Na zijn afscheid van het Internationaal Gerechtshof keerde hij terug als hoogleraar aan de George Washington University.
In een autobiografisch boek vertelde hij zijn verhaal vanaf zijn geboorte tot aan zijn benoeming aan het Internationaal Gerechtshof. Het werd met een voorwoord van Elie Wiesel in meer dan tien talen gepubliceerd. In de Nederlandse uitgave luidt de titel: Een gelukskind. Van Auschwitz tot het Hooggerechtshof.
Onder de eerbewijzen die Buergenthal ontving waren eredoctoraten van de Ruprecht-Karls-universiteit in Heidelberg (1986) en de Georg-August-Universität Göttingen (2007), de Elie Wiesel Award van het United States Holocaust Memorial Museum (2015) en het Duitse Großes Bundesverdienstkreuz (2017).
Zijn laatste jaren bracht hij door in Miami. Buergenthal overleed op 89-jarige leeftijd.